# Parodická mše
Parodická mše (missa parodia) je kompoziční technika vícehlasé mše, při níž skladatel v nové skladbě používá citace z jiné skladby, často i jiného autora.

## Historie
Vznikla v druhé polovině 15. století, největšího rozkvětu dosáhla v 16. století a je typická pro období renesance. V tomto kontextu nemá slovo parodie hanlivý význam, ale znamená pouze zakomponování fragmentu jiné skladby do vlastního díla. Tento způsob skladby neznamenal žádné porušení autorství. V té době se více než melodická linka cenilo celkové zpracování díla, vynalézavost ve vedení hlasů a architektura kompozice. Autor takto použitého díla se necítil být poškozen, ale naopak poctěn. Palestrina zkomponoval více než 50 takovýchto mší a v první polovině 16. století byl tento způsob kompozice mší převládající.

## Kompoziční postup
Tato technika byla používána různým způsobem:
- vložení celé kompozice, zpravidla do každé části mše jednou, ale u Gloria a Creda to mohlo být i vícekrát;
- vložení pouze úvodní části předlohy a její opakování na začátku každé části mše;
- rozdělení předlohy na menší části a vyplnění takto vzniklých mezer vlastní kompozicí;
- převzetí pouze jednoho hlasu a dokomponování jiných.

Do parodické mše byly vkládány třeba i pouhé jednotlivé hlasy vícehlasé skladby, takže je dnes velmi obtížné použitou skladbu rozpoznat. Jako předlohy byly často použity i části světských skladeb (písně, dokonce i taneční skladby). Tento způsob byl Tridentským koncilem v roce 1562 zakázán. Zákaz byl respektován v Itálii a ve Francii. V Německu a Rakousku byl většinou zcela ignorován.

## Příklady
Příkladem velmi raných parodických mší jsou mše Josquina des Prez: Missa Malheur me bat, Missa Mater Patris, Missa Fortuna desperata, či Missa de Dringhs Antoina Brumela.
V českém prostředí je takovou mší dílo Kryštofa Haranta z Polžic a Bezdružic Missa quinque vocum super Dolorosi martir, ve které použil pětihlasý madrigal Dolorosi martir skladatele Luky Marenzia. Podobným příkladem je Missa super Adesto dolori Jacoba Galla. Tady skladatel použil moteto Jacoba Clemense Adesto dolori meo Deus.
Jiným příkladem velice často zhudebňovaného hudebního tématu je francouzská píseň ne zcela jasného původu, L'homme armé, jejíž melodii použilo mnoho vynikajících skladatelů ve svých duchovních i světských skladbách.